# G. Jean-Aubry
Pour les articles homonymes, voir Jean et Aubry.
G. Jean-Aubry, pseudonyme littéraire de Jean-Frédéric-Émile Aubry, né le 13 août 1882 à Paris (2e arr.)  et mort le 1er avril 1950 à Paris (16earr.), est un critique musical, critique littéraire, biographe, traducteur et poète français.

## Biographie
Jean-Aubry fut un homme de lettres ayant exercé la critique musicale ainsi que la critique littéraire notamment dans les périodiques : Le Petit Havre, Havre Éclair, Journal du Havre, La Province (Le Havre), Le Prisme — éphémère revue littéraire dont il est le fondateur (1905-1906) —, Le Censeur, Le Mercure musical, La Revue musicale, Le Correspondant, L'Art moderne (Bruxelles), Le Figaro (1936-1939) —rubrique « La vie littéraire », The Chesterian — revue musicale en anglais dont il est le fondateur-directeur (1919-1940).
En 1906, il fonda le Cercle de l’Art Moderne au Havre, actif jusqu'en 1910 et qui organisait activement des expositions et concerts.
Jean-Aubry fut lié d'amitié avec plusieurs compositeurs, dont Claude Debussy (depuis 1904), qui le surnomme familièrement « Géjéon », Manuel de Falla, Maurice Ravel (depuis le 6 janvier 1906 par l'intermédiaire du pianiste Ricardo Viñes) et Albert Roussel. Certains de ses poèmes ont été mis en musique par Louis Aubert, André Caplet, Manuel de Falla, Jacques Ibert, Albert Roussel, etc. Il donna régulièrement des conférences musicales et littéraires, certaines avec Maurice Ravel en 1924 et 1926 avec le concours de la cantatrice Louise Alvar fixée à Londres. En 1932, il fut présent à la cérémonie de remise de la Croix de l'ordre d'Isabelle la Catholique à Maurice Ravel et Paul Valéry à l'Ambassade d'Espagne à Paris, avant de recevoir lui-même cette distinction en 1933.
Ayant rencontré Joseph Conrad en 1918, il se lia d’amitié avec lui et vécut à Londres de 1919 à 1930, y éditant un magazine publié par une société de lutherie, The Chesterian avant de rentrer en France dans les années 1930.
En 1940, Jean-Aubry se maria à Paris avec Paule Mahieu laquelle, née en 1906, était donc sa cadette  de vingt-quatre ans. Après la mort de Jean-Aubry, Paule Mahieu se remaria, en 1952, avec le docteur Camille Paul Drouet qui avait soigné son époux. Elle divorça en 1964.
Le 1er avril 1950, il meurt d'une angine de poitrine à 67 ans. Le 5 avril 1950, parmi les présents à ses obsèques à Notre-Dame-de-Passy figuraient : Jane Bathori, René Chalupt, Jean-Gabriel Daragnès, Maurice Delage et son épouse Nelly Delage, René Dumesnil, Arthur Honegger, Emilio Grau Sala, Annie Joly-Segalen, Jean Loize, Henri Mondor, Léon Pivet, Florent Schmitt, Mme Paul Valéry.

## Sur le nom de plume G. Jean-Aubry
L'identité exacte de cet homme de lettres a souvent posé des problèmes et il est parfois cité sous les noms de Georges Jean-Aubry, Gérard Jean-Aubry, Gabriel Jean-Aubry, Jean Aubry, etc., mais son identité d'état civil est bien irréfutablement Jean-Frédéric-Émile Aubry, et son nom de plume G. Jean-Aubry. Les erreurs sur son identité semblent venir du fait que l'intéressé n'a jamais démenti à ses interlocuteurs les développements donnés par eux à la mystérieuse initiale G.. La veuve de Jean-Aubry tranche la question :

« Voulez-vous noter, pour l’exactitude, que le “G.” de Jean-Aubry n’est pas Georges, pas plus d’ailleurs que Gontrand, Gaston, Gaëtan, etc. Ce G n’est qu’un G qui devait lui permettre de mettre un trait d’union entre Jean et Aubry et faire qu’il n’y ait plus, ou moins, de confusion avec Octave Aubry, ce qui était constant et gênant pour tous deux.
Si vous en avez l’occasion, expliquez cela autour de vous à ceux que cela pourrait intéresser et je vous souhaite bonne réussite. »

— Paule Jean-Aubry, 1970.

## Ouvrages
- Mains d'ombre. Mains de lumière, Le Havre, Librairie artistique, 1902, 53 p. (BNF 31739412) Recueil poétique de 1899-1901 sous le nom de Jean Aubry dédié « à mon maître Henri de Régnier »
- La musique française d'aujourd'hui : préface par M. Gabriel Fauré, Paris, Perrin, 1916, XIII-306 p. (BNF 31739372)
- (en) French Music of Today, Londres, K. Paul, Trench, Trubner, 1919, XXXII-262 p. Traduction anglaise par Edwin Evans
- La Musique et les Nations, Paris, Éditions de la Sirène, 1922, 265 p. (BNF 31739371) Le livre réunit des études parues dans Le Correspondant entre 1916 et 1920
- (en) Joseph Conrad in the Congo, Boston, Little, Brown, 1926
- (en) Joseph Conrad : Life and Letters, New York, Doubleday, Page and Co, 1927 2 volumes
- Une amitié exemplaire : Villiers de l’Isle-Adam et Stéphane Mallarmé, d’après des documents inédits, Paris, Mercure de France, 1942, 127 p. (BNF 31739380)
- André Gide et la musique, Paris, Éditions de La Revue musicale, 1945, 39 p. (BNF 31739366)
- Le Nain vert, poèmes, La Haye, A.A.M. Stols, 1946
- Vie de Conrad, Paris, Gallimard, 1947, 304 p. (BNF 31739379)
- Valery Larbaud, sa vie et son œuvre d’après des documents inédits, Monaco, Éditions du Rocher, 1949, II-317 p. (BNF 31739376)

## Éditions
- Jules Laforgue, Poésies complètes, Paris, Éditions de Cluny, 1943 (BNF 32337998) 2 volumes
- Stéphane Mallarmé, Œuvres complètes : Texte établi et annoté par Henri Mondor et G. Jean Aubry, Paris, Gallimard, coll. « Bibliothèque de la Pléiade », 1945, XXV-1654 p.
- Francis Jammes et Valery Larbaud, Lettres inédites : Introduction et notes de G. Jean-Aubry, Paris-La Haye, A.A.M. Stols, 1947, 90 p. (BNF 32349223)
- Valery Larbaud, Lettres à André Gide : Introduction et notes de G. Jean-Aubry, Paris-La Haye, A.A.M. Stols, 1948, 192 p. (BNF 32349222)
- Voltaire, Lettres d’Alsace à sa nièce Madame Denis, Paris, Gallimard, 1960, 299 p. (BNF 33218630)

## Traductions de l'anglais
- Joseph Conrad, Des souvenirs : Traduit de l'anglais, par G. Jean-Aubry, Paris, NRF, 1924, 267 p. (BNF 31963786)
- Joseph Conrad, En marge des marées : Traduit de l'anglais, par G. Jean-Aubry, Paris, NRF, 1924, 175 p. (BNF 41635152)
- Joseph Conrad, La Flèche d'or : un récit entre deux notes : Traduit de l'anglais, par G. Jean-Aubry, Paris, Gallimard, 1928, 365 p. (BNF 41635155)
- Joseph Conrad, Le Frère-de-la-Côte : Traduit de l'anglais, par G. Jean-Aubry, Paris, Gallimard, 1928, 319 p. (BNF 41635158)
- Joseph Conrad, Jeunesse, suivi d'Au cœur des ténèbres : Traduit de l'anglais par G. Jean-Aubry et André Ruyters, Paris, Gallimard, 1928, 256 p. (BNF 41635160)
- Joseph Conrad, Entre Terre et Mer : Traduit de l'anglais par G. Jean-Aubry, Paris, Gallimard, 1929, 285 p. (BNF 31963746)
- Joseph Conrad, Lettres françaises, Paris, NRF, 1930, 211 p. (BNF 31963759)
- Joseph Conrad, La Rescousse, Paris, NRF, 1936, 403 p. (BNF 31963794)
- Joseph Conrad, Un paria des îles, Paris, NRF, 1937, 319 p. (BNF 31963785)

## Poèmes de G. Jean-Aubry mis en musique
- Albert Roussel, Flammes Opus 10 L.11, Paris, Rouart, Lerolle, 1921
- Arthur Honegger, Céline, Paris, Salabert, 1943
- André Caplet, Deux Poèmes de G. Jean-Aubry, Paris, Durand, 1908 (BNF 42890839)
- André Caplet, Trois Poèmes de G. Jean-Aubry, extraits des à Paroles à l'absente, Paris, Durand, 1909 (BNF 42890841)
- Albert Roussel, Light, mélodie chant et piano. Poésie de G. J. Aubry, Paris, Durand, 1919 (BNF 43246323)
- Florent Schmitt, Star. Chant et piano. Poème de G. Jean Aubry, Paris, Durand, 1919 (BNF 43260481)
- Manuel de Falla, Psyché. Poème de G. Jean-Aubry. Musique de Manuel de Falla, pour chant, flûte, harpe, violon, alto et violoncelle. Partition générale, Londres, J. et W. Chester, 1927 (BNF 42980509)
- Jacques Ibert, Romance, poésie de G. Jean Aubry, Paris, Heugel, 1927 (BNF 43057763) Première mélodie du recueil Quatre Chants
- Louis Aubert, Sérénade mélancolique : Poésie, de G. Jean-Aubry. Chant et piano (ton original en mi), Paris, Durand, 1923 (BNF 4282292)
- Joseph Jongen, Keepsake, Londres, Chester, 1918
- Gian Francesco Malipiero, L'Essor, Bruxelles, Bosworth & Co, 1918
- Lord Berners, Romance, extrait 1 du recueil de “Trois Chansons”, Londres, Chester, 1920
- Lord Berners, L’Étoile filante, extrait 2 du recueil de “Trois Chansons”, Londres, Chester, 1920
- Lord Berners, La Fiancée du timbalier, extrait 3 du recueil de “Trois Chansons”, Londres, Chester, 1920
- Eugene Goossens, Three Songs opus 19 : Afternoon, Epigram, Tea-time, Londres, Chester, 1918
- Mario Castelnuovo-Tedesco, L’Étoile filante, Paris, Maurice Senart, 1936

## Récompenses et distinctions
- 1928 :  Chevalier de la Légion d'honneur pour « services éminents rendus à la diffusion de la littérature et de l'art français »[6]
- 1933 : Croix de l'ordre d'Isabelle la Catholique